# 빌로우 제로 (2011년 영화)
《빌로우 제로》(Below Zero)는 캐나다에서 제작된 저스틴 토마스 오스텐슨 감독의 2011년 스릴러 영화이다. 에드워드 펄롱 등이 주연으로 출연하였다.

## 출연

### 주연
- 에드워드 펄롱
- 마이클 베리먼
- 크리스틴 부스